# Бобрик (притока Тари)
Бобрик — річка в Україні й Росії, у Шосткинському й Суземському районах Сумської й Брянської областей. Ліва притока Тари (басейн Дніпра).

## Опис
Довжина річки приблизно 16 км. По території України — приблизно 5,6 км.

## Розташування
Бере початок на східній стороні від селища Рудак. Тече переважно на північний схід через Середина-Буда, Зернове і біля Алешковичів впадає у річку Тару, ліву притоку річки Сев.
Річку перетинає автошлях Т 1908